# Opius fossulatus
Opius fossulatus är en stekelart som beskrevs av Szepligeti 1914. Opius fossulatus ingår i släktet Opius och familjen bracksteklar. Inga underarter finns listade i Catalogue of Life.